# 斯利普奇齊
50°28′36″N 28°52′37″E / 50.47667°N 28.87694°E
斯利普奇齊（烏克蘭語：Сліпчиці）是烏克蘭北部的村莊，隸屬日托米爾州的日托米爾區。該村始建於1653年，面積1.98平方公里，海拔高度191米，2001年人口768，人口密度每平方公里387.49人。